# Тихана
Тихана је старо словенско, пре свега српско и хрватско женско име, настало од корена „тих(а)“.

## Популарност
У Хрватској је ово популарно име, међу двеста најчешћих женских имена крајем деведесетих година двадесетог века, а посебно у Загребу, Осијеку и Сплиту. У Словенији је 2007. ово име било на 1.336. месту по популарности. Ово име је у више наврата било популарно у јужној Аустралији; 2006. и 2007. међу првих деветсто, а 2001. међу првих седамсто женских имена..